# ドロシー・ムーア
ドロシー・ムーア（Dorothy Moore、1946年10月13日 - ）はアメリカ南部のR&B、ソウル、ゴスペル、ブルース歌手である。ミシシッピ州ジャクソン出身。
1976年のヒット曲「ミスティ・ブルー」(Misty Blue)で知られる。

## 経歴
両親はメアリー・ムーアとメルビン・ヘンドリクス・シニア。彼女の父はメルビン・ヘンダーソンの芸名で「ファイブ・ブラインド・ボーイズ・オブ・ミシシッピ」のメンバーとして活動した。曽祖母に育てられた彼女は、幼い時から教会の聖歌隊で歌い始めた。
ジャクソン州立大学在学時にペッツィー・マッキューンとローズマリー・テイラーとともにガールグループ「ポッピーズ」を結成。エピック・レコードに1966年『愛の子守歌』を録音し、ビルボードホット100チャート56位になった。アブコ、GSFとChimneyvilleレーベルでのソロ・シングルが続いた。
マラコ・レコードでの数曲のソウル・バラードで、一躍有名になった。
- 「ミスティ・ブルー」（1976年。ボブ・モンゴメリー作詞作曲）は各音楽専門誌のR＆Bチャートで2位以内、ビルボードホット100で3位。トミー・コウチ、ウルフ・スティーブンソン、ジェームス・ストロウドの3人がプロデュースした。ジェームス・ストロウド(James Stroud)は、マラコ・リズム・セクションのドラマーである。
- 「ファニー・ハウ・タイム・スリップス・アウェイ」（1976年）はR＆B7位、ポップ58位。
- 「アイ・ビリーブ・ユー」（1977年）はR&B5位、ポップ27位。

80年代後半には、ムーアはゴスペルアルバム『Givin' It Straight To You』(1986)をナッシュヴィルのリジョイス・レコードに残した。このアルバムには『ワット・イズ・イット』のカバーを収録。
さらに2枚のアルバムをヴォルト・レコードに録音。
彼女はその後1990年にマラコレーベルに戻り、数枚のアルバムを録音した。
ムーアはグラミー賞に4回ノミネートされている。
「ミスティ・ブルー」は、映画『フェノミナン』（1996年）のサウンドトラックに使用された。また、2005年のコンピレーション・アルバム『クラシック・ソウルバラード』にも収録された。
彼女は「ミシシッピ州のミュージシャンの殿堂」、「ジャスティスMLK賞」2008、「モントレー・ベイブ・ルース・フェスティバル」、「ジェームス・ブラウン遺産ブルース賞」2009、「ブルース財団取締役会賞」2006年、ブルース・ミュージック・アワード2013、「ミシシッピ州芸術委員会功労賞」などを受賞している。2022年には彼女を讃える「ミシシッピ・ブルース・トレイル」の標識がジャクソンに設置された。標識番号は211番である。

## ファリッシュ・ストリート・レコード
ムーアは、自身が生まれた場所の名を冠したレコード・レーベル「ファリッシュ・ストリート・レコード」を2002年に設立した。
さらに、アルバム『Please Come Home For Christmas』『Gittin' Down Live』『I'm Doing Alright』も発表している。

## アルバム
- 1966: Lullaby of Love (Epic)
- 1976: Misty Blue (Malaco) - Billboard #29, Top R&B/Hip-Hop Albums|R&B #10
- 1977: Dorothy Moore (Malaco) - US #120, R&B #26
- 1978: Once Moore with Feeling (Malaco Records)
- 1979: Definitely Dorothy (Malaco)
- 1980: Talk To Me (Epic)
- 1984: Just Another Broken Heart (Streetking)
- 1986: I'm Givin' It Straight To You (Rejoice Records) - Top Gospel Albums #23
- 1988: Time Out for Me (Volt Records|Volt)
- 1989: Winner (Volt)
- 1990: Feel the Love (Malaco) - R&B #49
- 1991: Talk to Me (Malaco)
- 1992: Stay Close to Home (Malaco)
- 1996: Misty Blue & Other Hits (Malaco)
- 1996: More of Moore (Malaco)
- 1998: Songs to Love By (601)
- 2002: Please Come Home For Christmas (Farish Street)
- 2005: I'm Doing Alright (Farish Street)
- 2005: Gittin' Down Live (Farish Street)
- 2012:  Blues Heart (Farish Street)

## シングル
- 1973：「クライ・ライク・ア・ベイビー」
- 1975：「ウイ・キャン・ラブ」
- 1976：「ファニー・ハウ・タイム・スリップス・アウェイ」 - US pop＃58、R＆B＃38、イギリス #7（日本未発売）
- 1976：「ミスティ・ブルー」 -米国第3位、R＆B＃2、イギリスで第5位
- 1976：「フォー・オールド・タイム・セイク」 - R＆B＃53
- 1977：「アイ・ビリーブ・ユー」 -米国の＃27、R＆B5位、イギリスで＃20
- 1977：「ウイ・シュッド・リアリィ・ビー・イン・ラブ」- R＆B＃74
- 1978：「1-2-3（あなたと私）」- R＆B＃93
- 1978：「レット・ザ・ミュージック・プレイ」 - R＆B 50位
- 1978：「スペシャル・オケイジョン」 - R＆B＃30
- 1978：「ウィズ・ペン・イン・ハンド」- R＆B＃12
- 1979：「ラビング・タイム」- R＆B＃81
- 1980：「トーク・トゥ・ミー/エヴリィ・ビート・オブ・マイ・ハート」 - R＆B＃87
- 1991：「オール・ナイト・ブルー 」 - R＆B＃75